# John Freeman Mackie
John Freeman Mackie (ur. 1 października 1835, zm. 18 czerwca 1910) – żołnierz amerykański.
Za męstwo wykazane 15 maja 1862 roku podczas bitwy pod Drewry’s Bluff został odznaczony 10 lipca 1863 roku Medalem Honoru. W randze kaprala Mackie na pokładzie USS „Galena” odważnie otwierał ogień z muszkietu i dzielnie zastępował na stanowiskach ogniowych swoich poległych i rannych towarzyszy. Został pierwszym w historii marine, który otrzymał to najwyższe odznaczenie amerykańskie.

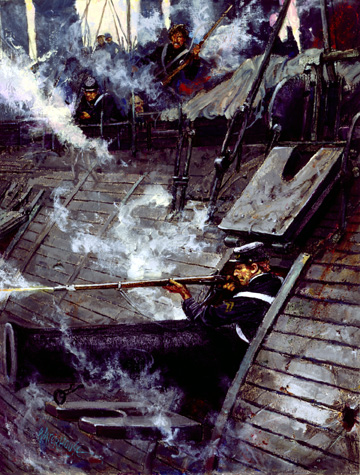
Grafika przedstawiająca kaprala Johna Freemana Mackie na pokładzie USS „Galena” podczas bitwy pod Drewry’s Bluff